# Falstaff (opera)
Falstaff je posledním hudebně-dramatickým dílem, které napsal italský klasik romantické opery Giuseppe Verdi. Opera vznikala mezi lety 1889–1893 a její premiéra se konala 9. února 1893 v milánské La Scale.

## Námět a libreto
Ke kompozici Falstaffa inspiroval Verdiho jeho přítel a obdivovatel, hudební skladatel a libretista Arrigo Boito. Ten Verdimu nabídl námět a sám poté zpracoval libreto. Boito převzal základní dějovou linku z Shakespearovy oblíbené komedie Veselé paničky windsorské a částečně vyšel i z Shakespearovy historické hry Jindřich IV. (slavný monolog o cti). Hlavní postavou opery je zhýralý rytíř, tlouštík Sir John Falstaff, který ze svého pohodlí v hostinci „U podvazku“ podniká smělé zálety za windsorskými měšťankami Alicí Ford a Meg Page. Alice a Meg za pomoci Paní Quickly však na Falstaffa vždy vyzrají. Falstaff může působit jako naivní hlupák, který se nechá vždy napálit, v závěru opery však vyjevuje svou filosofii: nebýt jeho neomalenosti a naprosté nezodpovědnosti, život by plynul nudně a ani měšťanská ctnost by nemohla ukázat, jak je ctnostná.

## Hudební zpracování
Ve Falstaffovi Verdi vytvořil svou jedinou komickou operu, která ho přežila (komická opera Un giorno di regno – Jeden den králem – z doby Verdiho skladatelských počátků při premiéře propadla a na jeviště se již nevrátila). Falstaff je dokladem vrcholného kompozičního mistrovství a hudebně-dramatické invence a originality, které si Verdi podržel i do pozdního věku, kdy tuto operu psal (v roce 1893, kdy měla premiéru, bylo Verdimu 80 let). Verdi střídá subtilní, drobnokresebné prostředky s drastickými vpády plného orchestrálního zvuku, kterému vévodí žesťové nástroje a brilantní pasáže smyčců. Vedle lyrických scén (Nanetta a Fenton) se objevují i jemně parodované verdiovské hrdinské výstupy plné triumfálního nadšení nebo vzrušeného dramatismu (Falstaff, Ford). Snad nejproslulejší a zároveň hudebně nejkomplikovanější jsou na této opeře její ansámbly, zjevně inspirované Rossinim a Donizettim, které přivádějí tuto hudebně-dramatickou formu až k mezím interpretačních možností. Nejznámějším takovým ansámblem je závěrečná fuga „Tutto nel mondo e burla...“ (Všechno na světě je fraška), v níž se proplétají hlasy všech deseti sólistů a sboru.

## Postavy opery
| Sir John Falstaff                   | baryton     |
| Ford, manžel Alice                  | baryton     |
| Fenton, milenec Nannetty            | tenor       |
| Doktor Cajus, nápadník Nannetty     | tenor       |
| Bardolfo, Falstaffův sluha          | tenor       |
| Pistola, Falstaffův sluha           | bas         |
| Alice Ford, Fordova manželka        | soprán      |
| Nannetta, dcera Alice a Forda       | soprán      |
| Paní Quickly                        | mezzosoprán |
| Meg Page                            | mezzosoprán |
| Hostinský, Páže Robin, Fordovo páže | němé role   |

Sbor: měšťané, lid, Fordovo služebnictvo, masky skřítků, víl a čarodějnic

## Děj opery

### První jednání
V hospodě „U podvazkového řádu“ se usídlil rytíř John Falstaff, tlustý nafoukanec, žrout a vychloubač, který všechno kolem tyranizuje. Hádá se kde s kým, zvláště s hloupým doktorem Cajusem. Nakonec zatouží i po milostném, či spíše výnosném dobrodružství, dokonce se dvěma ženami najednou. Pomocí nich chce získat zlato jejich manželů. Ke každé proto pošle jednoho ze svých sluhů s dopisen na chlup stejným.

#### Proměna
V zahradě u Fordova domu se domluví paní Alice Fordová a paní Meg Pageová, že dostaly Falstaffovy dopisy a za pomoci Nanetty a staré dohazovačky Quickly se domluví, jak starého záletníka vytrestat. Nato se objeví Ford s nápadníky své dcery Nanetty, doktorem Cajusem, kterého Nanetta nemůže ani cítit, a Fentonem, kterého miluje. Zápletka se rozvíjí i mimo plán veselých paniček. Falstaffovi sluhové, dopálení na svého pána, že jim nic neplatí, prozradí Fordovi, že starý záletník chce svést jeho ženu a ještě k tomu vybrat jeho pokladnu. Ford, který je žárlivý i bez příčiny, natož teď, káže Falstaffovým sluhům, aby jej pod falešným jménem uvedli ke svému pánu. Stačí přece dát Falstaffovi napít a on sám prozradí svoje pletky a úmysly!

### Druhé jednání

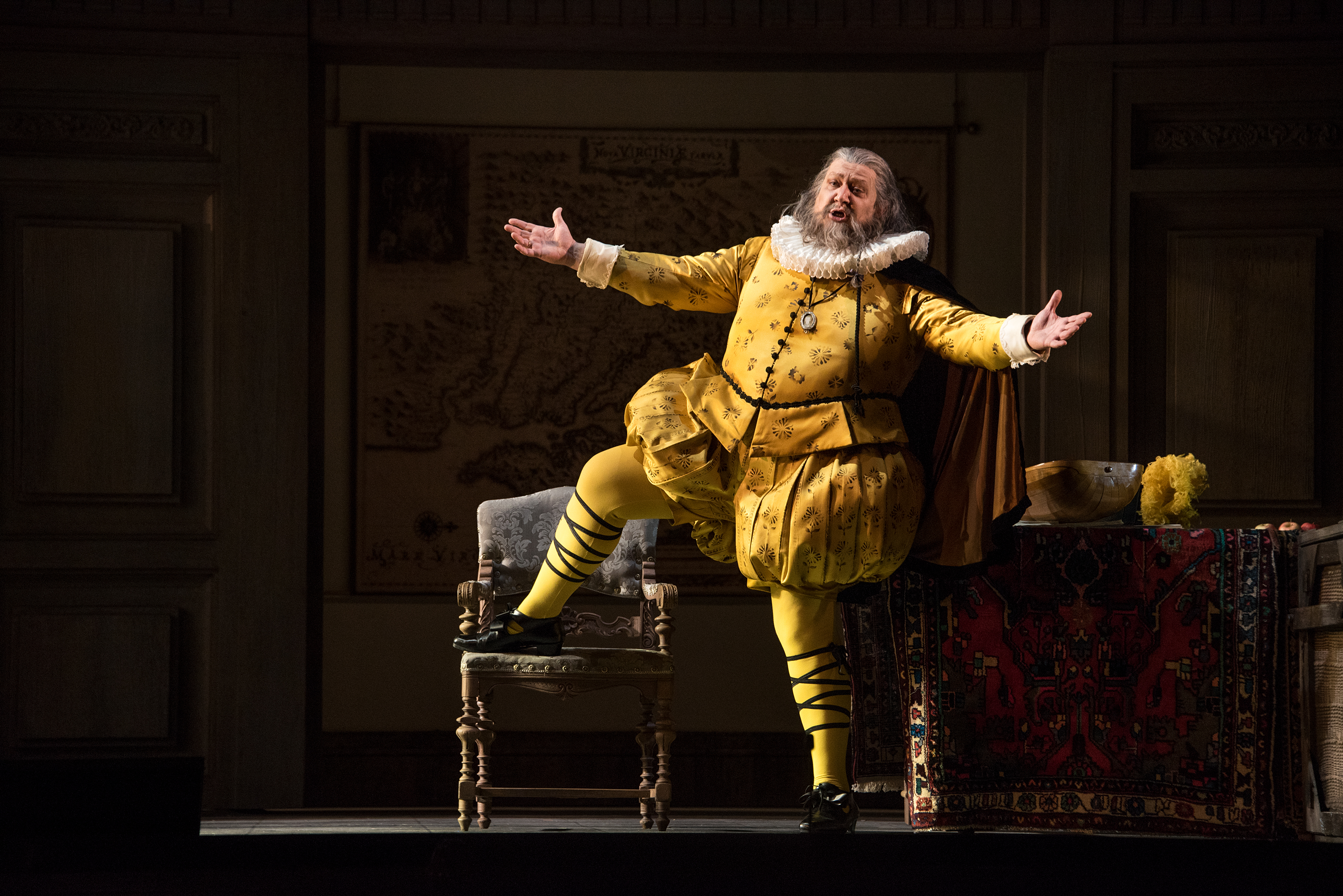
Ambrogio Maestri jako sir John Falstaff v nastudování Falstaffa Vídeňskou státní operou pod dirigentským vedením Zubina Mehty (2016)

Ford se nemýlil. Sotva se pod jménem mistr Fontana vetře s pomocí vína a dukátů do Falstaffovy důvěry, dovídá se, že tento svůdce žen právě dostal prostřednictvím paní Quickly od jeho ženy pozvání na dostaveníčko. Ford, jakožto mistr Fontana, si vymyslil opravdu ošklivou věc. Prý se marně uchází o paní Alici a když ji osvědčený svůdce, pan rytíř, přiměje ke hříchu jednou, nebude moci odolat ani jemu. Nic snazšího, miní Falstaff. Dnes, mezi druhou a třetí jde k paní Fordové. Samozřejmě si Ford hned usmyslí, že svou ženu s Falstaffem přistihne.

#### Proměna
Vše se vyvíjí, jak si obě ženy usmyslily. Falstaff přijde, Alice se k němu lichotí, vtom Meg a Quickly spustí povyk, že Alicin muž jde nečekaně domů. Nacpou Falstaffa do koše špinavého prádla a dají koš vysypat do řeky i se smutným hrdinou. Ford zuří, že se mu nepodařilo Falstaffa dostat, tím více, když místo něho u své ženy zastihne v objetí Nanettu s Fentonem.

### Třetí jednání
Komedie pokračuje. Paničky si vymyslily nový úklad. Po vykoupání v řece Falstaff sice už tak rád nevítá nový vzkaz, přece však slibuje, že přijde o půlnoci do sadu v přestrojení za legendárního divokého lovce. Ten prý se zjevuje v průvodu strašidel pod dubem, na kterém byl kdysi pověšen. Na hlavě prý má dva dlouhé rohy, které budou jistě panu rytíři velmi slušet. Ford je do žertu zasvěcen a spoléhá na to, že se mu při maškarádě podaří provdat Nanettu za doktora Cajuse, kterému ji přislíbil.

#### Proměna
Ve Windsorském sadu se o půlnoci všichni sejdou. Paničky ještě rychle domluví, že se Nanetta tajně provdá za Fentona a že v jejím oblečení nastrčí Cajosovi falešnou nevěstu. Jak zazní půlnoc, objeví se Falstaff v masce černého lovce i s rohy na hlavě. Je však přistižen houfem masek a důkladně zbit. Pak teprve víly a skřítkové sejmou škrabošky a vysmějí se starému hlupákovi. Falstaff však dovede i v tak zlé chvíli zachovat klid a humor, zejména když vidí, že i Ford byl napálen sňatkem Nanetty s Fentonem. Zkrátka, všecko byla jen komedie s dobrým koncem.

## Falstaff v Čechách
V českém prostředí se Falstaff poprvé objevil ještě v roce své světové premiéry, když byl 16. listopadu 1893 uveden v pražském Národním divadle díky iniciativě tehdejšího ředitele Františka Adolfa Šuberta a díky pomoci Terezy Stolzové.